# Vivian Cunha
Vivian Danielle da Conceição Cunha  (Belém, 14 de junho de 1980) é uma ex- voleibolista indoor brasileira que  passou atuar como jogadora de Vôlei de Praia, sagrando-se campeã do Circuito Brasileiro Banco do Brasil de 2008,  disputou etapas do Circuito Mundial  pelo Brasil e também representando o Azerbaijão, participou da primeira edição dos Jogos Europeus de 2015 no Azerbaijão e competiu no Campeonato Mundial de Vôlei de Praia de 2011 na Itália, também foi medalhista de bronze no Evento Teste da Olimpíada de Londres em 2011.

## Carreira
Aos dezesseis anos de idade já praticava o voleibol indoor  e integrava as categorias de base do Clube do Remo, mas quando era atleta da Assembleia Paraense, época que tinha vinte e dois anos de idade.Em 2003 interessou-se pelo vôlei de praia e  participou da seletiva do Projeto Novos Talentos de Vôlei de Praia, organizado pela CBV, permanecendo por quatro meses, depois retornou a sua cidade natal.
Como profissional formou dupla com Ângela Lavalle no Circuito Brasileiro Banco do Brasil de 2007, juntos disputaram a etapa de Campo Grande, de Porto Alegre, quando finalizaram na décima terceiro lugar, de Londrina, de Juiz de Fora, de Santos, alcançando o décimo terceiro lugar,de São Luís, de Salvador, de Cabo Frio, e de Recife; foram também vice-campeãs na etapa de Vila Velha, alcançaram também o terceiro lugar nas etapas de Brasília, Aracaju e Maceió, além do quarto lugar em João Pessoa; obtiveram os títulos das etapas de Teresina e Palmas pelo Circuito Challenger do mesmo ano,  sendo premiada como a Revelação do Circuito Banco do Brasil de 2007 e encerram na terceira posição geral do referido circuito.
Pelo Circuito Mundial de 2007, ela disputou três etapas ao lado de Ângela Lavalle obtendo o bronze na etapa Challenger de Eboli, Itália, o título na etapa Challenger de Pequim e não obtiveram classificação no Aberto de Fortaleza, eliminadas no country cota.No Circuito Mundial de 2008 disputou apenas uma etapa e foi ao lado de Larissa França, ocasião do título no Aberto do Guarujá.
Começou o Circuito Banco do Brasil de 2008 ao lado de Bárbara Seixas disputou a etapa de Xangri-lá, de Florianópolis, de Campo Grande, de Cáceres, de Brasília;foram campeãs do Circuito Banco do Brasil Challenger nas etapas de Teresina, de Aracaju;neste mesmo circuito sagraram-se vice-campeãs nas etapas de São Luís e Palmas; pelo Circuito Brasileiro Banco do Brasil deste ano, disputou ao lado de Larissa França e conquistaram os títulos das etapas de Camaçari e Fortaleza, além dos vice-campeonatos nas etapas de Maceió e Recife, conquistaram também o terceiro lugar na etapa de Foz do Iguaçu e o quarto lugar na etapa de Vila Velha, e por antecipação conquistaram o título geral da temporada, época que eram treinadas pelo técnico Reis Rodrigues Castro.
Em 2008 concorreu ao Troféu Rômulo Maiorana, na décima quarta edição,  sendo indicada na categoria voleibol.Na temporada de 2009 do Circuito Mundial retomou a parceria com Ângela Lavalle, não obtiveram classificação nos Grand Slams de Marseille e Klagenfurt, assim como no Aberto de Aland; também encerram na quadragésima primeira posição no Grand Slam de Gstaad , décimo sétimo lugar no Aberto de Brasília décimo terceiro lugar no Aberto de Barcelona, os nonos lugares no Grand Slam de Moscou e no Aberto de Kristiansand , alcançando os melhores resultados nos Abertos de Stare Jablonki e de Haia, quarto e terceiro lugar, respectivamente.
Com Ângela conquistou os vice-campeonatos nas etapas de Vitória, Recife e Maceió, válidas pelo Circuito Brasileiro Banco do Brasil de 2009, sendo bronze nas etapas de Belém e Teresina e vice-campeãs em Belém pela etapa paraense do Circuito Estadual Banco do Brasil, também disputaram as etapas de Balneário Camboriú, de Santa Maria, Curitiba, de São José dos Campos, nesta finalizaram na décima terceira colocação e conquistaram novamente o terceiro lugar geral da temporada, ainda nesta temporada disputou o qualifying da etapa de Vitória ao lado de Noele Bastos.
No Circuito Mundial correspondente a temporada de 2010 jogou ao lado de Taiana Lima, não se classificaram nos Grand Slams de Gstaad e Stare Jablonki, finalizaram na trigésima terceira colocação nos Grand Slams de Roma, Moscou e Stavanger,no décimo terceiro lugar no Aberto de Kristiansand, na nona posição no Aberto de Haia, tendo como melhor desempenho o quarto lugar no Aberto de Aland, o vice-campeonato no Grand Slam de Klagenfur e o título da etapa Challenger de Varna, pelo Circuito Europeu Challenger e Satélite.
Já pelo Circuito Banco do Brasil da jornada de 2010, conquistou ao lado de Bárbara Seixas disputou a etapa de Campo Grande, obtiveram o vice-campeonato na etapa de São José dos Campos, bronze  nas etapas de Balneário Camboriú  e Uberaba,  além do quarto lugar na etapa de Goiânia, também competiu neste circuito ao lado de Andrezza Martins obtendo os vice-campeonatos nas etapas de Fortaleza e João Pessoa, bronze na etapa de Búzios e o quarto lugar na etapa de Salvador.
Ainda em 2010 disputou o Circuito Suíço (Coop Tour) ao lado de Taiana lima e sagraram-se campeças da etapa de Winterthur.Com Taiana Lima disputou as etapas do Circuito Mundial de 2011, não obtendo classificação nos Grand Slams de Moscou e Klagenfurt, já no Grand Slam de Stavanger finalizaram na trigésima terceira posição, também ocuparam a décima sétima posição na edição do Campeonato Mundial de Vôlei de Praia de 2011, sediado em Roma, Itália, mesmo posto obtido no Aberto de Brasília e no Grande Slam de Pequim; encerraram na nona posição nos Abertos de Aland e Haia, no sétimo lugar no Aberto de Phuket, na quinta colocação no Grand Slam de Gstaad, além do bronze obtido no Aberto de Quebec, alcançaram o bronze no Evento Teste Olimpíada de Londres.
Ao lado de Taiana disputou etapas do Circuito Banco do Brasil de 2011, disputaram a etapa de Balneário Camboriú, de Santa Maria, de Maceió, de João Pessoa, de Recife; alcançaram o vice-campeonato nas etapas do Rio de Janeiro e do Guarujá, terceiro lugar na etapa de Curitiba, além dos quartos lugares obtidos nas etapas de Vitória e Aracaju, e mais uma vez conquistou o terceiro lugar geral do mencionado circuito.
Com Taiana disputou o Circuito Banco do Brasil de 2012, competindo na etapa de Fortaleza,vencendo a etapa de João Pessoa e os quartos lugares nas etapas de Recife e Salvador,foi a vencedora do Torneio Rainha da Praia de 2012.
Continuou formando dupla com Taiana no Circuito Mundial de 2012, obtiveram os décimos sétimos postos nos Grand Slams de Pequim, Moscou, Roma, Gstaad e Berlim, além das nonas colocações nos Grand Slams de Xangai e Klagenfurt, e também no Aberto de Brasília.Após diagnóstico de hérnia de disco ficou inativa a partir de julho de 2012.
Retornou as arenas em 2013, após cinco meses de tratamento, e disputou o restante do Circuito Banco do Brasil de 2012-13 ao lado de Shaylyn Bedê na sétima etapa do circuito, que ocorreu em Fortaleza, com esta disputou a etapa de Brasília,depois ao lado de Josimari Alves alcançou os quartos lugares nas etapas de Maceió e João Pessoa .Disputou a primeira etapa de Cuiabá pelo Circuito Banco do Brasil Regional de 2013 ao lado de Carol Pereira, ocasião da conquista do título, mesmo posto obtido ao lado de Sandressa Miranda na etapa de Rio Branco, também nas de Palmas e de Macapá.Pelo Circito Banco do Brasil Challenger conquistou o título da primeira etapa realizada em Campo Grande ao lado de Pri Lima , com esta atleta sagrou-se campeã da etapa de Sinop e alcançaram o bronze na etapa de Teresina.
No Circuito Banco do Brasil 2013-14 voltou atuar ao lado de Andrezza na etapa do Rio de janeiro,  jogou a etapa de Maceió e conquistou o quarto lugar e etapa de Natal ao lado de Josi Alves.Na temporada de 2014 disputou o Circuito Banco do Brasil Challenger com  Josi Alves na etapa de Bauru, também disputou a etapa de São Luís.No SuperPraia A de 2014 alcançou a oitava colocação ao lado de Jose Alves.
Representando o Azerbaijão competiu com Zinaida Liubymova na etapa do Grupo D da Continental Cup do Circuito Europeu em Belgrado na Sérvia em 2014 conquistando o primeiro lugar e juntamente com esta atleta  competiu no Masters de Baku de 2014, ocasião que encerraram na nona posição; também competiu com esta jogadora pelo Circuito do Leste Europeu , organizado pela Associação Zonal do Leste Europeu de Voleibol de Praia (EEVZA), finalizando  em quinto lugar na etapa de Batumi, Georgia.Com Zinaida Liubymova disputou pelo Circuito Mundial de 2014 o Aberto do Paraná (Argentina), encerrando na vigésima quinta colocação e alcançaram o quarto lugar na etapa Challenger de Pattaya.
No Circuito Mundial de 2015 disputou ao lado de Zinaida Liubymova o Aberto de Fuzhou e terminaram na vigésima quinta colocação, também encerram na trigésima terceira posição no Aberto de Lucerne e o décimo sétimo lugar no Grand Slam de Moscou, desta vez foi ao lado de Irina Abbaszade .Com Zinaida Liubymova disputaram a etapa do Grupo A da Continental Cup do Circuito Europeu em Baden na Áustria conquistando o terceiro lugar conquistando o bronze, mesmo posto obtido na etapa de Molodechno , além do vice-campeonato na etapa de Vilnius e conquistaram a quarto lugar na etapa de Moscou.
Com Zinaida Liubymova disputaram a primeira edição dos Jogos Europeus de 2015 em Baku, alcançando a nona posição.Ao lado de Raquel Ferreira disputou  Liga Profissional de Vôlei de Praia, ou seja, Circuito NVL (National Volleyball League), nos Estados Unidos, conquistando os vice-campeonatos na etapa de Panama City e Seattle , os títulos em  Milwaukee, Mason, Hermosa Beach e Port St. Lucie, finalizando na terceira colocação geral e premiadas com a Melhor Dupla da NVL de 2015.
Na temporada de 2015-2016 disputou a etapa de Fortaleza do Circuito Banco do Brasil  ao lado de  Carolina Freitas, quando finalizaram na quinta posição.Conquistando ao lado de Andrezza os títulos da etapa de Jaboatão dos Guararapes e de Aracaju, válidas pelo Circuito Bando do Brasil Challenger, feito obtido na etapa de Cabro Frio pelo mesmo circuito, alcançaram o quinto lugar na etapa de João Pessoa.Ao lado de Taiana conquistou o quinto lugar do Circuito Banco do Brasil nesta temporada, mesmo posto obtido ao lado de Andrezza na etapa de Niteroi, e na etapa de Fortaleza ao lado de Carolina Freitas.

## Títulos e resultados
- Etapa Challenger de Varna:2010[27]
- Etapa do Aberto do Guarujá:2008[27]
- Etapa Challenger de Pequim:2007[27]
- Etapa do Grand Slam de Klagenfur:2010[27]
- Etapa do Aberto de Quebec:2011[27]
- Evento Teste Olimpíada de Londres:2011[98]
- Etapa do Aberto de Haia:2009[27]
- Etapa Challenger de Eboli:2007[27]
- Etapa Challenger de Pattaya:2014[27]
- Etapa do Aberto de Aland:2010[27]
- Etapa do Aberto de Stare Jablonki:2009[27]
- Etapa de Belgrado da  Continental Cup  da CEV de Vôlei de Praia:2014[27]
- Etapa de Vilnius da  Continental Cup  da CEV de Vôlei de Praia:2015[27]
- Etapa de Molodechno da Continental Cup  da CEV de Vôlei de Praia:2015[27]
- Etapa de Baden da  Continental Cup  da CEV de Vôlei de Praia:2015[27]
- Etapa de Moscou da  Continental Cup  da CEV de Vôlei de Praia:2015[27]
- Etapa Challenger de Varna do Circuito Europeu e Satélite:2010[27]
- Liga Nacional Profissional de Voleibol de Praia (Estados Unidos):2015[149]
- Etapa de Milwaukee da Liga Nacional Profissional de Voleibol de Praia (Estados Unidos):2015[149]
- Etapa de Mason da Liga Nacional Profissional de Voleibol de Praia (Estados Unidos):2015[149]
- Etapa de Hermosa Beach da Liga Nacional Profissional de Voleibol de Praia (Estados Unidos):2015[149]
- Etapa de Port St. Lucie da Liga Nacional Profissional de Voleibol de Praia (Estados Unidos):2015[149]
- Etapa de Panama City da Liga Nacional Profissional de Voleibol de Praia (Estados Unidos):2015[149]
- Etapa de Seattle da Liga Nacional Profissional de Voleibol de Praia (Estados Unidos):2015[149]
- Etapa de Winterthur do Circuito Suíço de Vôlei de Praia:2011[85]
- Circuito Brasileiro Banco do Brasil:2008[48]
- Circuito Brasileiro Banco do Brasil:2007[22], 2009[67], 2011[109]
- Etapa de Fortaleza do Circuito Brasileiro Banco do Brasil:2012[3][21]
- Etapa de Fortaleza do Circuito Brasileiro Banco do Brasil:2008[3][21]
- Etapa de Camaçari do Circuito Brasileiro Banco do Brasil:2008[3][21]
- Etapa do Rio de Janeiro do Circuito Brasileiro Banco do Brasil:2011[3][21]
- Etapa do Guarujá do Circuito Brasileiro Banco do Brasil:2011[3][21]
- Etapa de João Pessoa do Circuito Brasileiro Banco do Brasil:2010[3][21]
- Etapa de Fortaleza do Circuito Brasileiro Banco do Brasil:2010[3][21]
- Etapa de São José dos Campos do Circuito Brasileiro Banco do Brasil:2010[3][21]
- Etapa de Vitória do Circuito Brasileiro Banco do Brasil:2009[3][21]
- Etapa de Recife do Circuito Brasileiro Banco do Brasil: 2008[3][21],2009[3][21]
- Etapa de Maceió do Circuito Brasileiro Banco do Brasil:2008[3],2009[3][21]
- Etapa de Vila Velha do Circuito Brasileiro Banco do Brasil:2007[21]
- Etapa de Curitiba do Circuito Brasileiro Banco do Brasil: 2011[3][21]
- Etapa de Búzios do Circuito Brasileiro Banco do Brasil: 2010[3][21]
- Etapa de Uberaba do Circuito Brasileiro Banco do Brasil:2010[3][21]
- Etapa de Balneário Camboriú do Circuito Brasileiro Banco do Brasil: 2010[3][21]
- Etapa de Teresina do Circuito Brasileiro Banco do Brasil:2009[3][21]
- Etapa de Belém do Circuito Brasileiro Banco do Brasil: 2009[3][21]
- Etapa de Foz do Iguaçu do Circuito Brasileiro Banco do Brasil:2008[3][21]
- Etapa de Maceió do Circuito Brasileiro Banco do Brasil:2007[21]
- Etapa de Aracaju do Circuito Brasileiro Banco do Brasil:2007[21]
- Etapa de Brasília do Circuito Brasileiro Banco do Brasil:2007[21]
- Etapa de Maceió do Circuito Brasileiro Banco do Brasil:2012-13[21]
- Etapa de Aracaju do Circuito Brasileiro Banco do Brasil:2011[108]
- Etapa de Vitória do Circuito Brasileiro Banco do Brasil:2011[106]
- Etapa de Salvador do Circuito Brasileiro Banco do Brasil:2010[84], 2012[21]
- Etapa de Goiânia do Circuito Brasileiro Banco do Brasil:2010[3][21]
- Etapa de Vila Velha do Circuito Brasileiro Banco do Brasil:2008[3][21]
- Etapa de Fortaleza do Circuito Brasileiro Banco do Brasil:2009[21]
- Etapa de João Pessoa do Circuito Brasileiro Banco do Brasil:2007[21], 2012-13[21]
- Etapa de Cabo Frio do Circuito Challenger Banco do Brasil:2015-16[155]
- Etapa de Aracaju do Circuito Challenger Banco do Brasil:2015-16[154]
- Etapa de Jaboatão dos Guararapes do Circuito Challenger Banco do Brasil:2015-16[154]
- Etapa de Sinop do Circuito Challenger Banco do Brasil:2013[127]
- Etapa de Campo Grande do Circuito Challenger Banco do Brasil:2013[126]
- Etapa de Aracaju do Circuito Challenger Banco do Brasil:2008[3][21]
- Etapa de Palmas do Circuito Challenger Banco do Brasil:2007[21]
- Etapa de Teresina do Circuito Challenger Banco do Brasil:2007[21],2008[3][21],2013[128]
- Etapa de Palmas do Circuito Challenger Banco do Brasil:2008[3][21]
- Etapa de São Luís do Circuito Challenger Banco do Brasil:2008[3][21]
- Etapa de São Luís do Circuito Challenger Banco do Brasil:2013[128]
- Etapa de Maceió do Circuito Challenger Banco do Brasil:2013-14[130]
- Etapa do Pará do Circuito Estadual Banco do Brasil:2009[3]
- Etapa do Amapá do Circuito Regional Banco do Brasil:2013[125]
- Etapa do Tocantins do Circuito Regional Banco do Brasil:2013[125]
- Etapa do Mato Grosso do Circuito Regional Banco do Brasil:2013[123]
- Etapa do Acre do Circuito Regional Banco do Brasil:2013[124]

## Premiações individuais
- Melhor Dupla de 2015 da  Liga Nacional Profissional de Voleibol de Praia (Estados Unidos) de 2015[27]
- Rainha da Praia de 2012[112]
- Revelação do Circuito Brasileiro Banco do Brasil de 2007[2]